# Relaciones España-Somalia
Las Relaciones España-Somalia son las relaciones internacionales entre estos dos países. Somalia no tiene embajada en España, ni España en Somalia, pero la embajada española en Nairobi, Kenia está acreditada para Somalia.

## Relaciones diplomáticas
España tiene acreditado formalmente un Embajador ante Somalia, con residencia en Nairobi. En la primavera de 2011 se inició el periodo de sequía más grave de los últimos 60 años en el Cuerno de África. Esta situación se agravó significativamente en las zonas controladas por Al Shabaab. En agosto de 2011, la ONU declaró la situación de hambruna en 6 distritos de Somalia al constatar que 3,7 millones de personas estaban en riesgo y que 250.000 podían morir si no se facilitaba ayuda alimentaria inmediata.
España se mostró activa y solidaria en los aspectos humanitarios de la crisis, llegando a ser el quinto contribuyente humanitario a Somalia en 2010 y 2011, a través de contribuciones al sistema de Naciones Unidas. La contribución española para esta crisis ascendió a 25 M € en 2011. España ha sido activa también en el sector de seguridad para Somalia, siendo país líder en la misión EUTM de entrenamiento para militares somalíes y con una
participación muy significativa (segundo o tercer país contribuyente, según el momento) a la Misión EUCAP Néstor y a la operación ATALANTA contra la piratería en aguas próximas a Somalia, con la presencia constante de dos buques y un avión de patrulla marítima. Cabe igualmente destacar las visitas a Mogadiscio del Ministro de Defensa, Sr. Morenés, en mayo de 2015 y en enero de 2016.

## Relaciones económicas
No existen estadísticas comerciales ni de inversión española en Somalia. Algunas empresas pesqueras españolas han seguido faenando en aguas internacionales próximas a Somalia. La pesquería del atún es especialmente rentable en esta zona, por lo que, previsiblemente, la flota atunera española volverá a faenar en este caladero cuando se den las condiciones de seguridad jurídica y marítima necesarias.

## Cooperaciones
Al momento de redactar este informe se están evaluando proyectos de cooperación que se puedan financiar con cargo a los fondos acordados en el Memorando de Entendimiento firmado entre España y Somalia en septiembre de 2010.

## Visitas oficiales
La Secretaria de Estado de Cooperación Internacional visitó Mogadiscio en agosto de 2011 para conocer directamente las operaciones del Programa Mundial de Alimentos en dicha ciudad y mantuvo una reunión de trabajo con representantes gubernamentales. El Presidente del TFG Sheik Sharif visitó Madrid en septiembre de 2010 para participar en las reuniones del Grupo de Contacto Internacional (ICG) y el anterior Ministro de Asuntos Exteriores, Sr. Beileh, visitó Madrid en julio de 2014. El Ministro de Defensa, Sr. Morenés, visitó Mogadiscio en mayo de 2015 y en enero de 2016.